# Apterichtus anguiformis
Apterichtus anguiformis es una especie de pez anguiliforme de la familia Ophichthidae oriunda del este del  océano Atlántico, incluyendo el oeste del mar Mediterráneo, Marruecos y cabo Verde.
Habita en la plataforma continental, a profundidades de entre 10 y 40 m viviendo en madrigueras en el lodo o arena. En los macho, se ha alcanzado un largo total máximo de 49.3 cm.